# 10 janvier 2007
Le mercredi 10 janvier 2007 est le 10e jour de l'année 2007.

## Décès
- Albert De Cordier (né le 30 novembre 1914), politicien belge
- André Babel (né le 15 mars 1930), prêtre et journaliste suisse
- Bernard Karsenty (né le 14 juin 1920), résistant français durant la Seconde Guerre mondiale
- Bradford Washburn (né le 7 juin 1910), explorateur, alpiniste, photographe et cartographe américain
- Carlo Ponti (né le 11 décembre 1912), producteur italien
- Cho Tat-wah (né le 15 septembre 1915), acteur hongkongais
- Johann M. Baur (né le 1 janvier 1930), astronome allemand
- Marie de Meyronne (née le 1 janvier 1926), psychologue et psychothérapeute française
- Ray Beck (né le 17 mars 1931), joueur de football américain

## Événements
- Biélorussie : Le gouvernement renonce à l'instauration de la taxe de transit de 45 $/tonne sur le pétrole russe vers l'Europe occidentale passant par l'oléoduc Droujba.
- Irak : Le président George W. Bush annonce l'envoi de 21 700 soldats américains supplémentaires en déclarant : « Le défi en cours, à travers le Moyen-Orient élargi, est davantage qu'un conflit militaire. C'est l'affrontement idéologique décisif de notre temps. D'un côté, il y a ceux qui croient à la liberté et à la modération; de l'autre, des extrémistes qui tuent les innocents et qui ont annoncé leur intention de détruire notre mode de vie... »
- Daniel Ortega devient Président du Nicaragua.
- Karim Massimov devient Premier ministre du Kazakhstan.
- Sortie du film américain Adrift in Manhattan
- Début de l'émission de télé Armed and Famous
- Création du projet universitaire DBpedia
- Début de la Grève générale en Guinée de 2007
- Sortie du single Kuroi Namida d'Anna Tsuchiya
- Sortie de l'album V: Hävitetty du groupe Moonsorrow
- Sortie du single With Every Heartbeat de Robyn